# Asedio de Ragusa (866-868)
El asedio de Ragusa (actual Dubrovnik en Croacia) por los Aglabíes de Ifriqiya duró quince meses, comenzando en 866 hasta el levantamiento del asedio al acercarse una flota bizantina, en 868. El fracaso del asedio y la reaparición de los bizantinos en la región de Dalmacia marcaron el comienzo de una nueva política occidental agresiva por parte del nuevo emperador bizantino, Basilio I. Sus efectos inmediatos fueron el restablecimiento de la autoridad bizantina allí bajo la forma del Thema de Dalmacia, y el comienzo de la cristianización de los eslavos de los Balcanes occidentales, pero en unos pocos años condujo a una renovada participación y presencia bizantina también en el sur de Italia.

## Antecedentes
Al comienzo del reinado de Basilio I el Macedonio en 867, la autoridad bizantina sobre Sicilia y el sur de Italia había disminuido mucho debido a la expansión de los aglabíes de Ifriqiya; del mismo modo, en los Balcanes occidentales, las tribus eslavas locales —los croatas, los serbios, los zachlouboi, los terbonitas, los Kanalitas, los dioclecianos y los rentanos— se habían deshecho de la soberanía bizantina y reafirmado su independencia. Como resultado, el Mar Adriático cayó presa de los piratas eslavos y sarracenos, los primeros que operaban desde las costas de Dalmacia y los segundos desde sus bases en el sur de Italia en Bari, Taranto y Brindisi.

## Asedio y secuelas
Según el nieto de Basilio I, el emperador del siglo X, Constantino VII Porfirogeneta, en 866 los aglabíes lanzaron una gran campaña marítima contra las costas de Dalmacia, con 36 barcos bajo el mando de "Soldan" (Sawdan, el emir aglabí de Bari), Saba de Taranto y Kalfun el Bereber. La flota aglabí saqueó las ciudades de Boutova (Budva), Rhosa (Risan) y Dekatera (Kotor), antes de asediar Ragusa (Dubrovnik). Los ragusanos lograron resistir el asedio de los aglabíes durante quince meses, pero a medida que disminuía su fuerza, enviaron emisarios a Constantinopla en busca de ayuda. El emperador Basilio accedió a ayudarlos y equipó una flota de 100 barcos, según se informa, bajo el mando del experimentado y capaz patrikios Nicetas Orifas. Al enterarse de su acercamiento por algunos desertores, los sarracenos abandonaron el sitio y regresaron a Bari.
Esta expedición fue el primer ejemplo de la nueva política exterior asertiva que Basilio favoreció en Occidente. La "mostración de la bandera" de Orifas tuvo resultados rápidos, ya que las tribus eslavas enviaron emisarios al Emperador, reconociendo una vez más su soberanía. Basilio envió funcionarios, agentes y misioneros a la región, restaurando el dominio bizantino sobre las ciudades y regiones costeras en la forma del nuevo thema de Dalmacia, mientras dejaba a los principados tribales eslavos del interior en gran parte autónomos bajo sus propios gobernantes; la cristianización de las tribus eslavas también comenzó en este momento.
Para asegurar sus posesiones dálmatas y el control del Adriático, Basilio se dio cuenta de que tenía que neutralizar las bases sarracenas en Italia. Con este fin, en 869, Orifas dirigió otra flota, incluidos barcos de Ragusa que transportaban contingentes eslavos, en un esfuerzo conjunto para capturar Bari con Luis II de Italia . Aunque este intento fracasó, dos años más tarde Bari cayó ante Luis. Finalmente, en 876 la ciudad quedó bajo control bizantino, formando la capital y el núcleo de una nueva provincia bizantina, el tema posterior de Longobardia. Esto inició una ofensiva bizantina de más de una década que restauró el control imperial sobre la mayor parte del sur de Italia, que duraría hasta el siglo XI.